# Mitgliedschaft Argentiniens in internationalen Organisationen
Argentinien ist in verschiedenen Internationalen Organisationen und Gruppierungen Mitglied. Zu den wichtigsten zählen die Mitgliedschaften in den Vereinten Nationen und ihren Unter- und Sonderorganisationen, im Internationalen Währungsfonds und in der Weltbank. Auf regionaler Ebene sind die Mitgliedschaften in der Rio-Gruppe, die sich dem Erhalt der Demokratie in Lateinamerika widmet, sowie im Mercosur, einer Zollunion in Südamerika, am bedeutsamsten.
Es folgt eine detaillierte Aufstellung der Mitgliedschaften Argentiniens:

## Vereinte Nationen
Argentinien ist Gründungsmitglied der Vereinten Nationen (UN) und ist in folgenden Unterorganisationen der UN Mitglied:
- Konferenz der Vereinten Nationen für Handel und Entwicklung (UNCTAD)
- Hoher Flüchtlingskommissar der Vereinten Nationen (UNHCR)
- Universität der Vereinten Nationen (UNU)

### Regionalkommission
- Wirtschaftskommission für Lateinamerika und die Karibik (CEPAL / ECLAC)

### Sonderorganisationen
- Ernährungs- und Landwirtschaftsorganisation (FAO)
- Internationale Arbeitsorganisation (ILO)
- Internationale Atomenergie-Organisation (IAEA)
- Internationale Zivilluftfahrt-Organisation (ICAO)
- Internationale Seeschifffahrts-Organisation (IMO)
- Internationaler Fonds für landwirtschaftliche Entwicklung (IFAD)
- Internationale Fernmeldeunion (ITU)
- Organisation der Vereinten Nationen für Erziehung, Wissenschaft und Kultur (UNESCO)
- Organisation der Vereinten Nationen für industrielle Entwicklung (UNIDO)
- Weltgesundheitsorganisation (WHO)
- Weltpostverein (UPU)
- Weltorganisation für Meteorologie (WMO)
- Welttourismusorganisation (WTO)

### Sondereinrichtungen
- Internationaler Strafgerichtshof (ICC)
- Ständiger Schiedshof (PCA)
- Zangger-Komitee (ZC); auch bekannt unter dem Namen Nuclear Exporters Committee

### Friedenseinsätze
Argentinien hat bei folgenden UNO-Friedenseinsätzen mitgewirkt oder ist dort noch im Einsatz:
- Zivilpolizeimission der Vereinten Nationen in Haiti (MIPONUH)
- Übergangsverwaltungsmission der Vereinten Nationen im Kosovo (UNMIK)
- Beobachtermission der Vereinten Nationen für Irak und Kuwait (UNIKOM)
- Mission der Vereinten Nationen für das Referendum in Westsahara (MINURSO)
- Mission der Vereinten Nationen in Bosnien-Herzegowina (UNMIBH)
- Mission der Vereinten Nationen in Äthiopien und Eritrea (UNMEE)
- Beobachtermission der Vereinten Nationen in Prevlaka (UNMOP)
- Kommission der Vereinten Nationen für Überwachung, Überprüfung und Inspektion (UNMOVIC)
- Mission der Vereinten Nationen in der Demokratischen Republik Kongo (MONUC)
- Friedenstruppe der Vereinten Nationen in Zypern (UNFICYP)
- Organisation der Vereinten Nationen zur Überwachung des Waffenstillstands (UNTSO)

## IWF, Weltbank und andere internationale Banken
- Internationaler Währungsfonds (IWF)

- Weltbank
  - Internationale Bank für Wiederaufbau und Entwicklung (IBRD)
  - Internationale Finanz-Corporation (IFC)
  - Internationale Entwicklungsorganisation (IDA)
  - Multilaterale Investitions-Garantie-Agentur (MIGA)
  - Internationales Zentrum zur Beilegung von Investitionsstreitigkeiten (ICSID)

- Afrikanische Entwicklungsbank (AfDB)
- Zentralamerikanische Bank für Wirtschaftsintegration (BCIE)
- Bank für Internationalen Zahlungsausgleich (BIS)
- Interamerikanische Entwicklungsbank (IADB)

## Regionale Organisationen
- Iberoamerikanische Konferenz der Nationen
- Organisation Amerikanischer Staaten (OAS)
- Rio-Gruppe
- CELAC

## Internationaler und regionaler Handel

### Internationaler Handel
- Internationale Handelskammer (ICC)
- Internationaler Bund Freier Gewerkschaften (ICFTU)
- Welthandelsorganisation (WTO)
- Weltzollorganisation (WCO)
- Weltorganisation für geistiges Eigentum (WIPO)

### Regionaler Handel
- Lateinamerikanische Integrationsvereinigung (ALADI)
- Mercado Común del Sur (Mercosur)
- Lateinamerikanisches Wirtschaftssystem (SELA)
- Union Südamerikanischer Nationen (UNASUR)

## Sonstige internationale Organisationen
- Internationale Hydrografische Organisation (IHC)
- Internationale Organisation für Migration (IOM)
- Internationale Organisation für Normung (ISO)
- Interpol
- Missile Technology Control Regime (MTCR)
- Nuclear Suppliers Group (NSG)
- Organisation für das Verbot von Kernwaffen in Lateinamerika und der Karibik (OPANAL)
- Organisation für das Verbot chemischer Waffen (OPCW)

## Internationale Gruppierungen
- Australische Gruppe (Informelle Gruppe zur Verhinderung der Verbreitung von chemischen und biologischen Waffen)
- Groupe des Six Sur le Desarmement (G-6)
- G15 (Gruppe von Entwicklungsländern mit dem Ziel, Wachstum und Wohlstand zu fördern)
- G-19
- G20 (Gruppe der wichtigsten Industrie- und Schwellenländer)
- G20 der Entwicklungsländer (Gruppe der wichtigsten Entwicklungs- und Schwellenländer)
- G-24 (Untergruppe der G-77; offizieller Name: Intergovernmental Group of Twenty-Four on International Monetary Affairs and Development)
- Gruppe der 77 (G-77; loser Zusammenschluss von Entwicklungsländern, um die gemeinschaftlichen Interessen bei der UN durchzusetzen)

## Private internationale Organisationen
- Internationales Olympisches Komitee (IOC)
- Internationale Föderation der Rotkreuz- und Rothalbmond-Gesellschaften (IFRCS)
- Weltverband der Arbeitnehmer (WCL)
- Weltgewerkschaftsbund (WGB oder WFTU)